# Ai Ai Ai
Ai Ai Ai è un singolo del gruppo musicale italiano Los Locos, pubblicato nel 1998.

## Il singolo
Ai Ai Ai fu pubblicato come singolo autonomo, e solo successivamente venne inserito nell'album Salta. Scritto, prodotto e arrangiato da Roberto Boribello e da Paolo Franchetto, Ai Ai Ai è stato pubblicato dall'etichetta discografica Meet.
Questa canzone è particolarmente conosciuta in Italia, perché dal 1998 al 2007 è stata utilizzata come sigla iniziale della serie televisiva Un medico in famiglia, dalla prima alla quinta stagione. Dal 2009, nella sesta stagione della serie, Ai Ai Ai è stata utilizzata come sottofondo musicale nella sigla finale, che però è sempre stata tagliata nei passaggi televisivi, come accade per tutti i telefilm.
Nel 2003, Ai Ai Ai divenne anche la canzone della sigla iniziale della serie animata Un medico in famiglia. La serie animata, però, non ottenne lo stesso successo del telefilm e venne interrotta dopo una sola stagione.

## Tracce
MEET (1581)
1. Ai Ai Ai (Tv Version) - 3:52
2. Ai Ai Ai (Extended Mix) - 5:00
3. Ai Ai Ai (Club Remix) - 5:00
4. Ai Ai Ai (Spanish Edit) - 3:52
5. La vuelta - 3:48